# Вульковский сельсовет (Дрогичинский район)
Вульковский сельсовет — упразднённая административная единица на территории Дрогичинского района Брестской области Белоруссии.

## История
2 сентября 2021 года Вульковский сельсовет был упразднён. Агрогородок Вулька и деревни Беленок, Лосинцы, Осовляны, Симоновичи включены в состав Немержанского сельсовета.

## Состав
В состав сельсовета входили 1 агрогородок и 4 деревни:
- Беленок — деревня
- Вулька — агрогородок
- Лосинцы — деревня
- Осовляны — деревня
- Симоновичи — деревня